# Grote Prijs Raf Jonckheere 1957
De 7e editie van de Belgische wielerwedstrijd Grote Prijs Raf Jonckheere werd verreden op 29 juli 1957. De start en finish vonden plaats in Westrozebeke. De winnaar was Leon Vandaele, gevolgd door Lucien Taillieu en Roger De Corte.

## Uitslag
| Grote Prijs Raf Jonckheere 1957 |                 |                        |      |
| Plaats                          | Naam            | Ploeg                  | Tijd |
| Winnaar                         | Leon Vandaele   | Faema-Guerra           |      |
| 2                               | Lucien Taillieu | Plume-Vainqueur-Regina |      |
| 3                               | Roger De Corte  | Groene Leeuw           |      |

1951 · 1952 · 1953 · 1954 · 1955 · 1956 · 1957 · 1958 · 1959 · 1960 · 1961 · 1962 · 1963 · 1964 · 1965 · 1966 · 1967 · 1968 · 1969 · 1970 · 1971 · 1972 · 1973 · 1974 · 1975 · 1976 · 1977 · 1978 · 1979 · 1980 · 1981 · 1982 · 1983 · 1984 · 1985 · 1986 · 1987 · 1988 · 1989 · 1990 · 1991 · 1992 · 1993 · 1994 · 1995 · 1996 · 1997 · 1998 · 1999 · 2000 · 2001 · 2002 · 2003 · 2004 · 2005 · 2006 · 2007 · 2008 · 2009 · 2010 · 2011 · 2012 · 2013 · 2014 · 2015 · 2016 · 2017 · 2018 · 2019 · 2020 · 2021 · 2022